# AllBright Stiftung
Die AllBright Stiftung ist eine gemeinnützige schwedisch-deutsche Stiftung, die sich für mehr Frauen und Diversität in den Führungspositionen der Wirtschaft einsetzt. Der Name „AllBright“ ist inspiriert von der früheren US-amerikanischen Außenministerin Madeleine Albright, lässt sich aus dem Englischen mit Alle (sind) klug übersetzen und verweist laut Stiftung auf den meritokratischen Ansatz, Führungsteams mit den „hellsten Köpfen“, sprich mit den für die entsprechenden Positionen qualifiziertesten Anwärtern zu besetzen. Die Stiftung wurde 2011 in Stockholm gegründet. 
Gründer ist der schwedische Unternehmer Sven Hagströmer. Seit 2016 besteht in Berlin die ebenfalls privat finanzierte Schwesterniederlassung. 
Die Geschäftsleitung der deutschen AllBright Stiftung unterliegt Wiebke Ankersen und Christian Berg. Beratend und unterstützend wirkt außerdem der Stiftungsrat, dessen Mitglieder in diversen Unternehmensbranchen führende Positionen einnehmen. Im Rat vertreten sind Rainer Esser, Anna Sophie Herken, Thomas Schmidt, Fränzi Kühne, Florian Nöll, Laura Sprechmann und Tanja Wielgoß.

## Stiftungsarbeit
Ziel der Stiftung ist es, mittels Transparenz und Faktendarlegung eine mediale und unternehmenskulturelle Sensibilisierung für das Thema der Gleichstellung von Männern und Frauen zu schaffen. Vor diesem Hintergrund betreibt sie aktive Öffentlichkeitsarbeit und eröffnet darüber hinaus mit der Ausrichtung eigener Veranstaltungen den Raum für die Vernetzung engagierter Führungskräfte.
Zweimal jährlich veröffentlicht die Stiftung Berichte, in denen sie anhand aktueller Daten den Entwicklungsprozess des Frauenanteils in den Aufsichtsräten und Vorständen deutscher börsennotierter Unternehmen offenlegt. Basierend auf den dargestellten Ergebnissen werden die Unternehmen mittels eines Rankings einer „Grünen“, „Gelben“ und „Roten Liste“ zugeordnet. Alle zwei Jahre erscheint zudem ein Bericht zum Frauenanteil in den Führungen deutscher Familienunternehmen.

## Die AllBright Academy
Die AllBright Academy ist eine Initiative der AllBright Stiftung, die sich darauf konzentriert, Führungskräfte in Unternehmen dabei zu unterstützen, die Diversität und insbesondere den Frauenanteil in Führungspositionen zu erhöhen. Die Academy bietet Workshops und Beratungen an, die speziell darauf ausgerichtet sind, Unternehmen und deren Führungsteams zu sensibilisieren und zu befähigen, den nötigen Kulturwandel im Alltag umzusetzen. Ziel ist es, dass die Talentiertesten fair gefördert werden und divers besetzte Teams das Beste aus sich herausholen können.

## Referenzen
- https://www.dn.se/ekonomi/allbright-till-tyskland-vi-kan-lara-av-varandra/
- http://www.allbright-stiftung.de/was-wir-tun/
- http://www.allbright-stiftung.de/wer-wir-sind/
- https://www.swedenabroad.se/de/botschaften/deutschland-berlin/kontakt/adressen/allbright-stiftung/